# 萨缪尔·贝克特
萨缪尔·贝克特（英語：Samuel Beckett，1906年4月13日—1989年11月10日），20世纪爱尔兰戏剧家、小说家与诗人，成年后常居法国巴黎，是荒诞派戏剧的代表人物。1969年，他因“以一种新的小说与戏剧的形式，以崇高的艺术表现人类的苦恼”而获得诺贝尔文学奖。

## 生平

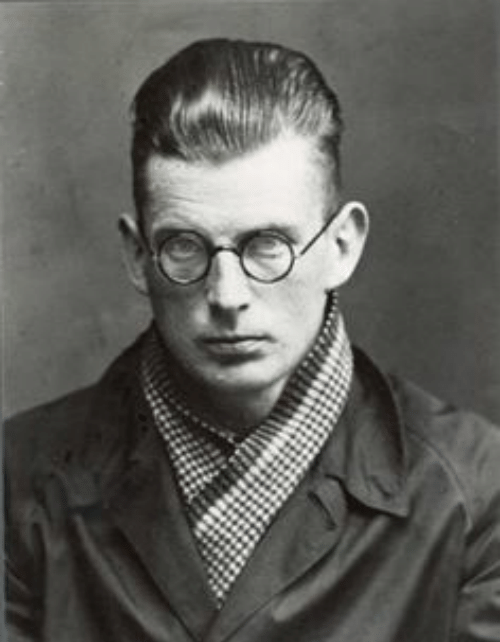
1922年的贝克特（该照片中的人像，曾被部分人误认成施蒂纳）

贝克特出生于爱尔兰的首都都柏林，他的父亲是一位建筑工程估价员，母亲则是一位虔诚的法国新教徒。幼时，他曾在德国人开设的幼儿园和法国人开设的中学接受教育，这些都培养了他杰出的语言才能，为他日后用英、法两种语言创作打下基础。
贝克特的板球打得十分出色，是一名左手击球手和左臂中速投球手。曾代表都柏林大学和北安普敦郡打过两场一级比赛。因此，他成为唯一一位被选入号称板球圣经的维斯登板球运动员的年鉴的诺贝尔奖得主。
1927年，贝克特毕业于都柏林三一学院，获法文和意大利文学学士学位。1928年，他因出色的多语言才华而被著名的巴黎高等师范学校任用为英文教师，并移居巴黎。在巴黎期间，贝克特的思想日益成熟。他结识了同样旅居巴黎的爱尔兰作家詹姆斯·乔伊斯，他们共同翻译了很多爱尔兰的文学作品。
1930年，贝克特离开巴黎，回到都柏林三一学院教授法文，并开始钻研笛卡尔的哲学，并获得哲学硕士学位。两年后，贝克特因不喜欢枯燥的教书工作而辞职，开始漫游欧洲。彼时的爱尔兰推行所谓“神权政治”和严格的书籍检查法令，这些都让贝克特非常反感。于是他于1938年起正式定居巴黎。
贝克特与他的母亲有非常亲密的关系，他曾在多部作品中描写过这种心理体验。即使在巴黎定居后，贝克特每年都要回国探望母亲。然而，母亲对宗教的虔敬信仰却并未影响到贝克特。他曾说过：“对我来说，信仰是一种无聊的感觉，因此我放弃了它。”与此相反，从青年时代开始，贝克特就喜欢新潮哲学，并对方兴未艾的现代主义思潮产生浓厚兴趣。20年代与乔伊斯的结识，使得贝克特深受意识流文学的影响。他甚至专门撰写过题为《但丁、布鲁诺、维柯与乔伊斯》（Dante...Bruno. Vico..Joyce，1930年）和《论普鲁斯特》（1931年）的论文。这些研究工作是日后贝克特创作的重要理论支柱。
贝克特一生行事低调，埋头创作，很少谈论自己和自己的作品。在他的祖国爱尔兰，很少有人知道他的名字。和同时代的许多大师一样，贝克特经历了两次世界大战，对人类在战争中所遭遇的劫难有一种悲天悯人的情怀和深刻的、理性的思考。旅居法国期间，他就曾经参加过巴黎的地下反纳粹组织，并曾受到盖世太保的追捕。大战结束后，他也曾为爱尔兰红十字会工作。直到1945年底返回巴黎，他才开始从事专职的文学创作。早年的这些阅历使贝克特的作品始终将人类的命运和存在状态作为思索和描述的对象。

## 创作
贝克特一生的创作经历，以1952年话剧《等待戈多》的上演为标志而被划分为前后两个时期。前期主要创作小说，而后期则主要写剧本。尽管如此，贝克特的文学风格却始终没有很大变化，而是从一开始就选择了一条远离现实主义传统的道路。

### 小说：语言与结构实验
早年的贝克特深受意识流文学的影响。他对传统的现实主义手法深恶痛绝。他曾指责当时的读者只愿意“不费劲地”阅读“形式与内容严格分离”的作品，而不愿意接受像乔伊斯小说那种“直接表述的”作品。1937年，他在给友人的信中写道：“对我来说，用标准的英语写作已经变得很困难，甚至无意义了。语法与形式！它们在我看来像维多利亚时代的浴衣和绅士风度一样落后。”，并声称：“为了美的缘故，向词语发起进攻。”
因此，在贝克特早期的小说创作中，他绝少涉及真实的社会生活场景和具体的社会问题，而是致力于揭示人类生存的困惑、焦虑、孤独以及现代社会中人们丧失自主意识后的悲哀。他喜欢用一些生活的碎片和幻象来负载哲学思想。他的小说没有连贯的情节和动人的故事，其晦涩程度和当时勃兴的意识流小说并无差别。
贝克特的第一部长篇小说《莫菲》出版于1938年，在小说中他构画了一个“精神衰弱的唯我主义者”，第一次较全面的展示了贝克特对文学创作的思索。
贝克特早期的小说作品中，最重要的三部曲系列《莫洛瓦》（1951年）、《马龙之死》（1951年）和《无名氏》（1953年）。贝克特作为一流小说家的地位由这三部连贯的作品奠定。这三部小说所表现的主题和《莫菲》是基本类似的，却在形式上做出了很多革新。贝克特吸取了法国诸多文学流派的元素，包括象征主义和意识流技法。在内容上，故事和情节已经被彻底淡化，主人公被限定在极小的空间内，甚至形体本人也已经非人化，如同是一些在寻找替身的符号系统。这种特质已经远远超出了现代主义的范畴，而是已经具有某些后现代主义的气质了。
贝克特的小说在结构上独树一帜。他的小说大多采用一种环形封闭的结构，情节不断繁衍而又不断消解。主要情节被不断打结和扯断，直至被叙事彻底解构。
总体来看，贝克特的小说创作取得了一些成就。可是由于语言和结构实验走得过于极端，使得他的作品成为很难解读的私人写作。进入50年代后，贝克特意识到自己的小说实验已经没有继续前行的可能了，于是开始转向戏剧创作。

### 戏剧：荒诞派的高峰
作为荒诞派戏剧的创始人之一和集大成者，贝克特一生共创作了30多个舞台剧本，其中有20多个被拍成电视剧或电影。其中最重要的三部作品是《等待戈多》、《剧终》和《啊，美好的日子！》。
《等待戈多》（1952年）是贝克特的代表作，也是荒诞派戏剧的奠基之作。它于1953年在巴黎巴比伦剧院首演，立刻引发了激烈的争议。在比较不宽容的伦敦上演后，倍受嘲弄，甚至引发评论家群起而攻。1956年在纽约百老汇上演，被美国评论界讥称为“来路不明的戏剧”。直到70年代才开始被评论界接受并赞誉，成为20世纪最重要的剧本之一。
《等待戈多》是一个两幕剧，出场人物只有5个。全剧的主题就是两个百无聊赖的人在等待“戈多”，而戈多却始终没有出现。剧情上没有任何发展，结尾是开端的重复，没有冲突，只有一些乱无头绪的对话。舞台的背景也显得简陋、压抑，令人窒息。
西方评论界对《等待戈多》有各种各样的解释，而贝克特始终拒绝对自己的这部作品做出解释。比较通行的看法是：戈多是一种象征，可能是“虚无”、“死亡”也可能是某种被追求的超验。戈多代表了生活在惶恐不安的现代社会的人们对未来若有若无的期盼。英国评论家马丁·艾斯林认为：“这部剧作的主题并非是戈多而是等待，是作为人的存在的一种本质特征的等待。”
贝克特后期的剧作，如《剧终》等，基本也都延续了《等待戈多》所奠定的风格基调。从某种程度上看，贝克特的创作思路深受萨特等存在主义哲学家和作家的影响。而由他和欧仁·尤内斯库所开创的荒诞派戏剧的传统，也可以看作是存在主义小说在戏剧舞台上的延伸。

## 评价
贝克特后半生定居法国，没有取得法国国籍。贝克特使用法语而不是盖尔语进行创作，他的祖国爱尔兰也拒绝承认他的国民身份。贝克特的思维始终是欧洲的。他的同胞萧伯纳或叶芝，带有民族主义的意味。
贝克特一生最高的成就体现在他对荒诞派戏剧做出的贡献。正是因为他的一系列优秀剧作，使得荒诞派戏剧可以成为一个独立的、壮大的文学流派跻身后现代主义阵营。尽管贝克特的作品至今仍受到很多争议，但他作为20世纪一流文学大师的地位确是毫无疑问的。英国学者沁费尔如是评价：“就贝克特而言，他的剧作对人生所做的阴暗描绘，我们尽可以不必接受。然而他对于戏剧艺术所做出的贡献却足以赢得我们的感激和尊敬。他描写了人类山穷水尽的苦境，却把戏剧艺术引入了柳暗花明的新村。”

## 部分重要作品

### 小说
- 《莫菲》（1938年）
- 《瓦特》（1953年）
- 《莫洛瓦》（1951年）
- 《马龙之死》（1951年）
- 《无名氏》（1953年）
- 《依然如此》（1961年）
- 《米歇尔与卡米尔》（1970年）
- 《故事和无意义的片断》（1970） – 短篇小说集
- 《一个晚上》

### 剧本
- 《等待戈多》（1952年）
- 《剧终》（1957年）
- 《哑剧1》（1957年）
- 《哑剧2》（1963年）
- 《克拉普最后的录音带》（1958年）
- 《啊，美好的日子！》（1961年）
- 《喜剧》（1964年）
- 《来和去》（1967年）
- 《俄亥俄即兴之作》（1982年）
- 《摇篮曲》（1982年）
- 《失败的人们》（1957年） - 广播剧
- 《尸骸》（1959年） - 广播剧
- 《语言与音乐》（1962年） - 广播剧
- 《喂，乔！》（1968年） - 电视剧
- 《自由》（1995年）

## 作品在台灣的出版
- 劉大任、邱剛健/譯，《等待果陀》，仙人出版社，1969年。
- 貝克特等人/撰，鄭臻、梁秉鈞/譯，《當代法國小說選》，晨光出版，1970年。
- 邱剛健等人/譯，《等待果陀》，進學書局，1970年。
- 馬清照等人/譯，《貝克特戲劇選集》，驚聲，1970年。
- 徐進夫/譯，《貝克特選介》，創意社，1970年。
- 邱剛健等人/譯，《等待果陀》，大林，1973年。
- 諾貝爾文學獎全集編譯委員會/編譯，《貝克特》，書華，1981年、1994年第7版。
- 虛致/譯，《等待果陀：二幕悲喜劇》，自華書店。1987年。
- 虛致/譯，《等待果陀：二幕悲喜劇》，久博。1987年。
- 顏元叔/主編，《貝克特戲劇選集》，淡江大學出版部，1989年。
- 劉大任、邱剛健/譯，《等待果陀》，遠景，1992年。
- 王孟于/編譯，《等待果陀》，遠志出版，1992年。
- 虛致/譯，《等待果陀》，萬通發行，1998年。
- 廖玉如/譯注，《等待果陀‧終局》，聯經，2008年。